# Strömtjärnen, Värmland
Strömtjärnen är en sjö i Munkfors kommun i Värmland och ingår i Göta älvs huvudavrinningsområde. Sjöns area är 0,023 kvadratkilometer och den befinner sig 198 meter över havet.